# Distretto di Lüleburgaz
Il distretto di Lüleburgaz (in turco Lüleburgaz ilçesi) è un distretto della provincia di Kırklareli, in Turchia.

## Geografia fisica
Il distretto si trova lungo nel centro della Tracia turca lungo la direttrice di comunicazione tra Istanbul ed Edirne, principale collegamento terrestre tra l'Anatolia e l'Europa, parte della strada europea E80. Confina con i distretti di Babaeski, Kırklareli, Pınarhisar, Vize, Saray, Çorlu, Muratlı e Hayrabolu.

## Amministrazioni
Al distretto appartengono 6 comuni e 30 villaggi.

### Comuni
| - Lüleburgaz (centro) - Ahmetbey - Büyükkarıştıran | - Evrensekiz - Kırıkköy - Sakızköy |

### Villaggi
| - Akçaköy - Alacaoğlu - Ayvalı - Celaliye - Çengelli - Çeşmekolu - Ceylanköy - Çiftlikköy - Davutlu - Düğüncübaşı | - Emirali - Ertuğrul - Eskibedir - Eskitaşlı - Evrensekiz - Hamitabat - Hamzabey - Karaağaç - Karamusul - Kayabeyli | - Müsellim - Oklalı - Ovacık - Sarıcaali - Seyitler - Tatarköy - Turgutbey - Umurca - Yenibedir - Yenitaşlı |